# گذرنامه واتیکان

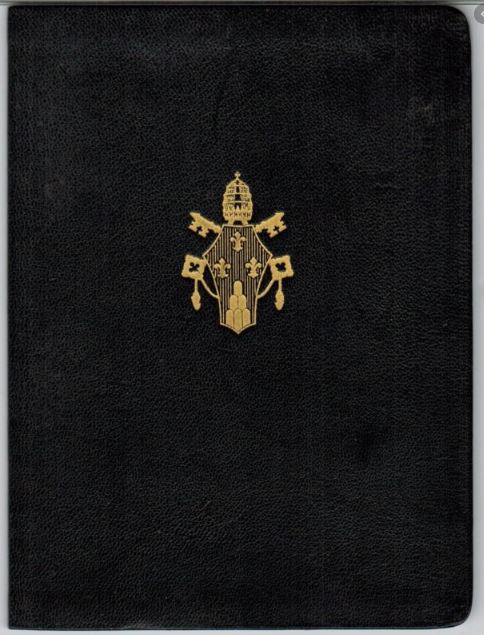
نمایی از یک‌نسخه گذرنامه واتیکان در سال ۲۰۲۰

گذرنامهٔ واتیکان یک مدرک سفر بین‌المللی است که توسط کشور واتیکان صادر می‌شود و بنا بر داده‌های سال ۲۰۲۳، دارندگان آن می‌توانستند به ۱۵۴ کشور دیگر بدون دریافت ویزا سفر کنند یا ویزا را در بدو ورود دریافت نمایند. این گذرنامه بر اساس رتبه‌بندی شاخص گذرنامهٔ هنلی در سال ۲۰۲۳ در رتبهٔ ۲۵ قرار داشت.